# Élections sénatoriales de 2011 dans le Nord
Les élections sénatoriales dans le Nord ont lieu le dimanche 25 septembre 2011. Elles ont pour but d'élire les sénateurs représentant le département au Sénat pour un mandat de six années.

## Contexte départemental
Lors des élections sénatoriales du 23 septembre 2001 dans le Nord, onze sénateurs ont été élus selon un mode de scrutin proportionnel : 4 PS-Verts (Pierre Mauroy, Dinah Derycke, Marie-Christine Blandin et Paul Raoult), 2 RPR-UDF (Jean-René Lecerf et Valérie Létard), 2 PCF (Ivan Renar et Michelle Demessine), 1 RPR-DL (Jacques Legendre) et 2 Divers droite (Alex Türk et Sylvie Desmarescaux).
Depuis, tous les effectifs du collège électoral des grands électeurs ont été renouvelés, avec les élections législatives françaises de 2007, les élections régionales françaises de 2010, les élections cantonales de 2008 et 2011 et les élections municipales françaises de 2008.

## Rappel des résultats de 2001
| Tête de liste  | Tête de liste    | Liste          | Voix  | %      | Sièges |
| -------------- | ---------------- | -------------- | ----- | ------ | ------ |
|                | Pierre Mauroy    | PS-Verts       | 1 663 | 29,99  | 4      |
|                | Jean-René Lecerf | RPR-UDF        | 902   | 16,27  | 2      |
|                | Ivan Renar       | PCF            | 797   | 14,37  | 2      |
|                | Alex Türk        | DVD            | 704   | 12,70  | 2      |
|                | Jacques Legendre | RPR-DL         | 682   | 12,30  | 1      |
|                | Jacques Donnay   | RPR            | 198   | 3,57   |        |
|                | Christian Hutin  | MDC            | 194   | 3,50   |        |
|                | Joël Wilmotte    | RPF            | 102   | 1,84   |        |
|                | Daniel Duhamel   | FN             | 79    | 1,42   |        |
|                | Jacques Mutez    | PRG            | 77    | 1,39   |        |
|                | Nicole Baudrin   | LO             | 63    | 1,14   |        |
|                | Philippe Eymery  | MNR            | 28    | 0,50   |        |
|                | Philippe Paty    | UCF            | 20    | 0,36   |        |
|                | Evelyne Lepoutre | CNIP           | 18    | 0,32   |        |
|                | Mustapha Lounes  | DVG            | 18    | 0,32   |        |
|                |                  |                |       |        |        |
| Inscrits       | Inscrits         | Inscrits       | 5 684 | 100,00 |        |
| Abstentions    | Abstentions      | Abstentions    | 73    | 1,28   |        |
| Votants        | Votants          | Votants        | 5 611 | 98,72  |        |
| Blancs et nuls | Blancs et nuls   | Blancs et nuls | 66    | 1,16   |        |
| Exprimés       | Exprimés         | Exprimés       | 5 545 | 97,55  |        |

## Sénateurs sortants
| Sénateur | Sénateur                | Parti | Fonctions lors de l'élection en 2001                                     |
| -------- | ----------------------- | ----- | ------------------------------------------------------------------------ |
|          | Ivan Renar              | PCF   | Sénateur sortant, conseiller régional                                    |
|          | Michelle Demessine      | PCF   | Ministre, adjointe au maire de Lille                                     |
|          | Marie-Christine Blandin | EELV  | Conseillère régionale, conseillère municipale de Lille                   |
|          | Pierre Mauroy           | PS    | Sénateur sortant, conseiller municipal de Lille, ancien Premier ministre |
|          | Paul Raoult             | PS    | Sénateur sortant, conseiller général                                     |
|          | Bernard Frimat          | PS    | Conseiller régional, conseiller municipal de Valenciennes                |
|          | Alex Türk               | DVD   | Sénateur sortant, conseiller régional                                    |
|          | Sylvie Desmarescaux     | DVD   | Maire de Hoymille                                                        |
|          | Valérie Létard          | NC    | Conseillère régionale, adjointe au maire de Valenciennes                 |
|          | Jean-René Lecerf        | UMP   | Conseiller général, maire de Marcq-en-Barœul                             |
|          | Jacques Legendre        | UMP   | Sénateur sortant, conseiller régional, conseiller municipal de Cambrai   |

## Présentation des listes et des candidats
Les nouveaux représentants sont élus pour une législature de 6 ans au suffrage universel indirect par les 5671 grands électeurs du département. Dans le Nord, les sénateurs sont élus au scrutin proportionnel plurinominal. Leur nombre reste inchangé, 11 sénateurs sont à élire et 13 candidats doivent être présentés sur la liste pour qu'elle soit validée. La liste des candidats est obligatoirement paritaire et alterne entre les hommes et les femmes.
Ce sont dix listes que vont départager les Grands électeurs, au lieu des quinze de 2001. Quelques évolutions notables sont à constater : le retrait de Pierre Mauroy et Bernard Frimat sur une liste de gauche cette fois unie et renouvelée, et la diversion des listes de droite (cinq) mais aussi de celles des communistes (deux listes) ou de l'extrême-droite (deux listes). Les listes sont présentées ici dans l'ordre de leur dépôt à la préfecture et comportent l'intitulé figurant aux dossiers de candidature.

### Parti socialiste et alliés
| N° | Candidats | Candidats               | Parti | Mandats                                                           |
| -- | --------- | ----------------------- | ----- | ----------------------------------------------------------------- |
| 01 |           | Michel Delebarre        | PS    | Député, maire de Dunkerque                                        |
| 02 |           | Delphine Bataille       | PS    | Conseillère générale                                              |
| 03 |           | Dominique Bailly        | PS    | Conseiller régional, maire d'Orchies                              |
| 04 |           | Marie-Christine Blandin | EÉLV  | Sénatrice sortante                                                |
| 05 |           | René Vandierendonck     | PS    | Conseiller régional, maire de Roubaix                             |
| 06 |           | Anne-Lise Dufour-Tonini | PS    | Maire de Denain                                                   |
| 07 |           | Paul Raoult             | PS    | Sénateur sortant, maire du Quesnoy                                |
| 08 |           | Françoise Dal           | MRC   | Conseillère régionale, conseillère municipale de Faches-Thumesnil |
| 09 |           | Jacques Mutez           | PRG   | Conseiller municipal de Lille                                     |
| 10 |           | Mélissa Menet           | PS    |                                                                   |
| 11 |           | Damien Carême           | EÉLV  | Conseiller régional, maire de Grande-Synthe                       |
| 12 |           | Marie Dauchie           | PS    |                                                                   |
| 13 |           | Patrick Kanner          | PS    | Président du conseil général, adjoint au maire de Lille           |

### Union pour un mouvement populaire - Debout la République
| N° | Candidats | Candidats               | Parti | Mandats                                                     |
| -- | --------- | ----------------------- | ----- | ----------------------------------------------------------- |
| 01 |           | Jacques Legendre        | UMP   | Sénateur sortant, conseiller municipal de Cambrai           |
| 02 |           | Joëlle Longueval        | UMP   | Conseillère régionale, adjointe au maire de Marcq-en-Barœul |
| 03 |           | Régis Cauche            | UMP   | Maire de Croix                                              |
| 04 |           | Catherine Verlynde      | UMP   | Conseillère municipale de Bray-Dunes                        |
| 05 |           | Jacques Schneider       | UMP   | Maire d'Hergnies                                            |
| 06 |           | Chantal Brisabois       | UMP   | Adjointe au maire de Douai                                  |
| 07 |           | Alain Pluss             | UMP   | Maire de Wattignies                                         |
| 08 |           | Elisabeth Pruvot        | UMP   | Maire de Croix-Caluyau                                      |
| 09 |           | Jean-Claude Sarazin     | UMP   | Maire d'Avelin                                              |
| 10 |           | Geneviève Porez         | UMP   | Maire de Wargnies-le-Petit                                  |
| 11 |           | Hervé Saison            | UMP   | Maire d'Hondschoote                                         |
| 12 |           | Nathalie Hamelin        | UMP   | Adjointe au maire de Crespin                                |
| 13 |           | François-Xavier Villain | DLR   | Député, maire de Cambrai                                    |

### Front de gauche
| N° | Candidats | Candidats          | Parti | Mandats                                        |
| -- | --------- | ------------------ | ----- | ---------------------------------------------- |
| 01 |           | Éric Bocquet       | PCF   | Maire de Marquillies                           |
| 02 |           | Michelle Demessine | PCF   | Sénatrice sortante, adjointe au maire de Lille |
| 03 |           | Alain Bruneel      | PCF   | Conseiller général, maire de Lewarde           |
| 04 |           | Annick Mattighello | PCF   | Conseillère régionale, maire de Louvroil       |
| 05 |           | Michel Lefebvre    | PCF   | Conseiller général, maire de Douchy-les-Mines  |
| 06 |           | Isabelle Choain    | PCF   | Maire de Prouvy                                |
| 07 |           | Bernard Baudoux    | PCF   | Conseiller général, maire d'Aulnoye-Aymeries   |
| 08 |           | Monique Carbonelle | PCF   | Maire d'Oisy                                   |
| 09 |           | Patrice Ego        | PCF   | Maire d'Escaudœuvres                           |
| 10 |           | Delphine Castelli  | PCF   | Conseillère régionale                          |
| 11 |           | Jean Savary        | PG    | Maire de Monchecourt                           |
| 12 |           | Cécile Desmarecaux | PCF   | Adjointe au maire de Sin-le-Noble              |
| 13 |           | René Cher          | PCF   | Maire de Raismes                               |

### Divers droite
| N° | Candidats | Candidats           | Parti | Principale fonction                              |
| -- | --------- | ------------------- | ----- | ------------------------------------------------ |
| 01 |           | Alex Türk           | DVD   | Sénateur sortant                                 |
| 02 |           | Sylvie Desmarescaux | DVD   | Sénatrice sortante, maire d'Hoymille             |
| 03 |           | Alain Segond        | DVD   | Maire de Râches                                  |
| 04 |           | Edith Hourdeau      | DVD   | Maire de Lecelles                                |
| 05 |           | Bernard Chauderlot  | DVD   | Maire de Glageon                                 |
| 06 |           | Anne-Marie Duchemin | DVD   | Maire de Mœuvres                                 |
| 07 |           | Gérard Codron       | DVD   | Maire de Neuville-en-Ferrain                     |
| 08 |           | Dany Hallant        | DVD   | Maire de Vred                                    |
| 09 |           | Philippe Demay      | DVD   |                                                  |
| 10 |           | Françoise Wambecq   | DVD   | Maire de Flines-lès-Mortagne                     |
| 11 |           | Bruno Ficheux       | DVD   | Maire d'Estaires                                 |
| 12 |           | Rosine Farine       | DVD   | Conseillère municipale de Templeuve              |
| 13 |           | Jean-Pierre Decool  | DVD   | Député, conseiller général, maire de Brouckerque |

### Front national
| N° | Candidats | Candidats               | Parti | Mandats                                                |
| -- | --------- | ----------------------- | ----- | ------------------------------------------------------ |
| 01 |           | Nathalie Acs            | FN    | Conseillère régionale                                  |
| 02 |           | Philippe Eymery         | FN    | Conseiller régional, conseiller municipal de Dunkerque |
| 03 |           | Françoise Coolzaet      | FN    | Conseillère régionale                                  |
| 04 |           | Eric Dillies            | FN    | Conseiller régional                                    |
| 05 |           | Chantal Bojanek         | FN    | Conseillère régionale                                  |
| 06 |           | Guy Cannies             | FN    | Conseiller régional                                    |
| 07 |           | Thérèse Flament         | FN    |                                                        |
| 08 |           | Louis-Armand de Béjarry | FN    |                                                        |
| 09 |           | Annie Lemahieu          | FN    |                                                        |
| 10 |           | Bertrand Meurisse       | FN    |                                                        |
| 11 |           | Marie-Paule Federbe     | FN    |                                                        |
| 12 |           | Jean-Richard Sulzer     | FN    | Conseiller régional                                    |
| 13 |           | Catherine Bourderioux   | FN    |                                                        |

### Parti communiste (dissidente)
| N° | Candidats | Candidats              | Parti | Mandats                                 |
| -- | --------- | ---------------------- | ----- | --------------------------------------- |
| 01 |           | Ivan Renar             | MUP   | Sénateur sortant                        |
| 02 |           | Sandrine Haelewyck     | PCF   | Adjointe au maire de Cappelle-la-Grande |
| 03 |           | Alain Berteaux         | PCF   | Maire de Fourmies                       |
| 04 |           | Nadine Pigeaud         | PCF   | Conseillère municipale de Haveluy       |
| 05 |           | Jean-Marie Allain      | MoDem | Maire de Marpent                        |
| 06 |           | Marline Taviaux        | PCF   |                                         |
| 07 |           | Jean Gandibleux        | PCF   | Maire de Bachant                        |
| 08 |           | Marie-Hélène Cornil    | PCF   | Adjointe au maire de Fourmies           |
| 09 |           | Salim Drai             | PCF   | Adjoint au maire de Dunkerque           |
| 10 |           | Zakia Merchi           | PCF   |                                         |
| 11 |           | Christian Maes         | PCF   | Conseiller municipal de Roubaix         |
| 12 |           | Nathalie Guéquière     | PCF   |                                         |
| 13 |           | Jean-Paul Decourcelles | PCF   |                                         |

### Divers droite, liste numéro 7
| N° | Candidats | Candidats                | Parti | Principale fonction                        |
| -- | --------- | ------------------------ | ----- | ------------------------------------------ |
| 01 |           | Joël Wilmotte            | UMP   | Conseiller général, maire d'Hautmont       |
| 02 |           | Danièle Dubreucq         | DVD   | Adjointe au maire de Berlaimont            |
| 03 |           | Georges Kuntzburger      | DVD   | Maire de Berlaimont                        |
| 04 |           | Françoise Piret          | DVD   | Maire d'Écuélin                            |
| 05 |           | Jean-Marie Soigneux      | DVD   | Maire de Sassegnies                        |
| 06 |           | Suzanne Thiéfaine        | DVD   | Adjointe au maire d'Hautmont               |
| 07 |           | Georges Dreumont         | DVD   | Conseiller municipal de Saint-Remy-du-Nord |
| 08 |           | Thérèse Pécher           | DVD   | Adjointe au maire de Beaufort              |
| 09 |           | Didier Willot            | DVD   | Maire de Saint-Remy-Chaussée               |
| 10 |           | Marie-Christine Doctobre | DVD   | Adjointe au maire de Berlaimont            |
| 11 |           | Jacques Bolle            | DVD   | Maire de Limont-Fontaine                   |
| 12 |           | Micheline Bombecke       | DVD   | Adjointe au maire de Limont-Fontaine       |
| 13 |           | Yvon Dubois              | DVD   | Maire d'Éclaibes                           |

### Divers droite, liste numéro 8
| N° | Candidats | Candidats                | Parti | Principale fonction                           |
| -- | --------- | ------------------------ | ----- | --------------------------------------------- |
| 01 |           | Didier Legrand           | DVD   | Conseiller municipal de Valenciennes          |
| 02 |           | Marie-Hélène Quatrebœufs | DVD   | Conseillère municipale de Douai               |
| 03 |           | André Hibon              | DVD   |                                               |
| 04 |           | Angéla Covlet            | DVD   | Conseillère municipale de Neuville-Saint-Rémy |
| 05 |           | Régis Grémont-Naumann    | DVD   | Maire de La Flamengrie                        |
| 06 |           | Marie-Thérèse Gosseau    | DVD   |                                               |
| 07 |           | Jean-Marc Richard        | DVD   | Maire de Préseau                              |
| 08 |           | Martine Descarpentries   | DVD   |                                               |
| 09 |           | Guillaume Delporte       | DVD   |                                               |
| 10 |           | Dany Szuplewski          | DVD   | Conseillère municipale de Raismes             |
| 11 |           | Eric Castelain           | DVD   | Conseiller municipal de Saint-Amand-les-Eaux  |
| 12 |           | Josiane Vanlathem        | DVD   | Adjointe au maire de Saint-Saulve             |
| 13 |           | Thierry Lazaro           | UMP   | Député, maire de Phalempin                    |

### Union de la Droite nationale
| N° | Candidats | Candidats                   | Parti | Mandats                             |
| -- | --------- | --------------------------- | ----- | ----------------------------------- |
| 01 |           | Dominique Slabolepszy       | PDF   |                                     |
| 02 |           | Simone Bonave               | PDF   |                                     |
| 03 |           | Yann Phelippeau             | PDF   |                                     |
| 04 |           | Michelle Béal               | PDF   |                                     |
| 05 |           | Luc Pecharman               | PDF   |                                     |
| 06 |           | Brigitte Delnatte           | PDF   |                                     |
| 07 |           | Christian Baeckeroot        | PDF   |                                     |
| 08 |           | Florence Raffard de Brienne | PDF   | Conseillère municipale de Tourcoing |
| 09 |           | Luc van Engelandt           | PDF   |                                     |
| 10 |           | Angélina Michaux            | PDF   |                                     |
| 11 |           | Jacques Disdier             | PDF   |                                     |
| 12 |           | Dominique Boudrenghien      | PDF   |                                     |
| 13 |           | Daniel Duhamel              | PDF   |                                     |

### Union pour un mouvement populaire - Nouveau Centre
| N° | Candidats | Candidats             | Parti | Principale fonction                                                |
| -- | --------- | --------------------- | ----- | ------------------------------------------------------------------ |
| 01 |           | Jean-René Lecerf      | UMP   | Sénateur sortant, conseiller général, maire de Marcq-en-Barœul     |
| 02 |           | Valérie Létard        | NC    | Sénatrice sortante, adjointe au maire de Valenciennes              |
| 03 |           | Patrick Masclet       | UMP   | Conseiller régional, maire d'Arleux                                |
| 04 |           | Béatrice Descamps     | UMP   | Maire de Méteren                                                   |
| 05 |           | Alain Poyart          | UMP   | Conseiller général, maire d'Avesnes-sur-Helpe                      |
| 06 |           | Florence Bariseau     | UMP   | Conseillère régionale, conseillère municipale de Villeneuve-d'Ascq |
| 07 |           | Yves Coupé            | NC    | Conseiller régional, adjoint au maire de Cambrai                   |
| 08 |           | Marie-Sophie Lesne    | UMP   | Conseillère régionale, conseillère municipale du Quesnoy           |
| 09 |           | Salvatore Castiglione | DVD   | Maire de Wallers                                                   |
| 10 |           | Marion Dubois         | DVD   | Adjointe au maire de Cysoing                                       |
| 11 |           | Bernard Hanicotte     | NC    | Conseiller général, adjoint au maire de Wasquehal                  |
| 12 |           | Annie Lung            | DVD   | Maire d'Aubers                                                     |
| 13 |           | Christian Poiret      | DVD   | Conseiller général, maire de Lauwin-Planque                        |

## Résultats
| Tête de liste | Tête de liste            | Liste                               | Voix  | %     | Élus |  |
| --- | ------------------------ | ----------------------------------- | ----- | ----- | ---- |  |
| | Michel Delebarre         | Parti socialiste (EÉLV - PRG - MRC) | 2 100 | 37,68 | 5    |  |
| Ensemble pour la République, renforçons nos territoires |                          |                                     | 2 100 | 37,68 | 5    |  |
| | Jean-René Lecerf         | Divers droite (UMP - NC)            | 1 022 | 18,34 | 2    |  |
| République et territoires, des élus libres et responsables pour l'avenir du Nord |                          |                                     | 1 022 | 18,34 | 2    |  |
| | Éric Bocquet             | Parti communiste français (PG)      | 842   | 15,11 | 2    |  |
| L'humain d'abord ! Liste de large rassemblement présentée par le Parti communiste français, le Parti de gauche, la Gauche unitaire réunis dans le Front de gauche et de nombreux élus de différentes sensibilités |                          |                                     | 842   | 15,11 | 2    |  |
| | Alex Türk                | Divers droite                       | 577   | 10,35 | 1    |  |
| Les élus locaux s’engagent |                          |                                     | 577   | 10,35 | 1    |  |
| | Jacques Legendre         | Majorité présidentielle (UMP - DLR) | 539   | 9,67  | 1    |  |
| Au Sénat, pour nos communes et nos valeurs |                          |                                     | 539   | 9,67  | 1    |  |
| | Ivan Renar               | Divers gauche (MUP - PCF - MoDem)   | 162   | 2,91  | 0    |  |
| Alliance indépendante, de gauche et citoyenne |                          |                                     | 162   | 2,91  | 0    |  |
| | Nathalie Acs             | Front national                      | 141   | 2,53  | 0    |  |
| Liste Front national pour la défense des communes de France |                          |                                     | 141   | 2,53  | 0    |  |
| | Didier Legrand           | Divers droite (UMP)                 | 118   | 2,12  | 0    |  |
| Oser la liberté |                          |                                     | 118   | 2,12  | 0    |  |
| Joël Wilmotte | Divers droite (UMP)      | 57                                  | 1,02  | 0     |      |  |
| Pour une réforme territoriale respectueuse de la démocratie et de l'argent public |                          | 57                                  | 1,02  | 0     |      |  |
| | Dominique Slabolepszy    | Extrême droite (PDF)                | 15    | 0,27  | 0    |  |
| Union de la droite nationale |                          |                                     | 15    | 0,27  | 0    |  |
| |                          |                                     |       |       |      |  |
| Suffrages exprimés | Suffrages exprimés       | Suffrages exprimés                  | 5 573 | 99,06 |      |  |
| Votes blancs ou nuls | Votes blancs ou nuls     | Votes blancs ou nuls                | 53    | 0,94  |      |  |
| Total | Total                    | Total                               | 5 626 | 100   | 11   |  |
| Abstention | Abstention               | Abstention                          | 51    | 0,90  |      |  |
| Inscrits / participation | Inscrits / participation | Inscrits / participation            | 5 671 | 99,10 |      |  |

### Sénateurs élus
| Sénateur | Sénateur                | Parti | Groupe      |
| -------- | ----------------------- | ----- | ----------- |
|          | Éric Bocquet            | PCF   | CRC         |
|          | Michelle Demessine      | PCF   | CRC         |
|          | Marie-Christine Blandin | EÉLV  | SOC-EELVr-R |
|          | Michel Delebarre        | PS    | SOC         |
|          | Delphine Bataille       | PS    | SOC         |
|          | Dominique Bailly        | PS    | SOC         |
|          | René Vandierendonck     | PS    | SOC         |
|          | Valérie Létard          | NC    | UCR         |
|          | Alex Türk               | DVD   | RASNAG      |
|          | Jacques Legendre        | UMP   | UMP         |
|          | Jean-René Lecerf        | UMP   | UMP         |